# Дистонічний іон
Дистоні́чний іо́н (рос. дистонический ион, англ. distonic ion) — іон, в якому зарядовий та радикальний центри розділені.
Розрізняють два їхніх класи: такі, що мають координаційно та електронно насичені зарядові центри (звичайно онієвого типу), та йонізовані бірадикали з двома координаційно ненасиченими центрами, які мають один або три електрони.